# Хрисіпп
Хрисіпп (Хрисипп) із Соли (281/278-208/205 до н. е.) — давньогрецький філософ, головний систематизатор раннього стоїцизму, логік, етик, схоларх, архонт школи стоїків (232 — 208).

## Біографія
Хрисіпп, син Апполонія, народився у кілікійському місті Сола, походив з фінікійців, займався бігом. Уже в молоді роки приїхав до Афін, де слухав Клеанфа (з яким швидко розійшовся з цілої низки питань), а згодом (ймовірно, у 240-ті роки) — академіків Аркесілая і Лакіда; після смерті Клеанфа очолив школу. Мав разючу широту інтересів і працездатність — писав «по 500 рядків на день» (тому твори Хрісіппа рясніли повторами, протиріччями і відрізнялися поганим стилем). Більша частина каталогу творів Хрісіппа у Діогена Лаертія (який повинен був містити понад 705 назв) втрачена — збереглася 161 назва логічних та частина етичних творів: «Логічні положення», «Діалектичні визначення», «Етичні положення» та ін.) Серед творів, відомих за іншими джерелами (в основному фізичних), найважливіші: «Про сутність», «Про природу», «Про порожнечі», «Про рух»,«Про богів», «Про промисел», «Про душу», а також «Про пристрасті», «Логічні дослідження». Хріссіп помер від сміху, сміючись над самим собою.

## Філософія Хрісіппа
Філософія, за Хрісіппом, має три види: логіку, фізику і етику. Якщо порівнювати філософію з плодоносним полем, то огорожа навколо нього буде відповідати логіці, земля і дерева — фізиці, а врожай — етиці.
Логіка підрозділяється на риторику (мистецтво красномовства) і діалектику (мистецтво суперечки). Та, у свою чергу, розпадається на дві області: означуване та звук. Область означуваного має наступні розділи: уявлення, що виникають з судження, підмети та присудки, прямі і зворотні висловлювання, роди та види, міркування, згортання і умовиводи, софізми. До розділів області звуку відносяться частини мови, неправильні звороти і слова, поетичність, двозначність і т. д.
Логіка для Хрісіппа має фізичне коріння, будь-яке міркування виявляється можливим лише завдяки наявності у світі причинності. Усі тіла розподіляються за чотирма категоріями — це субстрат; якість; стан, визначений зсередини; стан, визначений ззовні. Кожна попередня категорія розкривається в наступній. Принципом, за яким оформлюють суще за категоріями, виступає «пневма», розумне дихання. Пневмі іманентно властивий розум (логос), оскільки в ній одночасно здійснюється рух всередину і назовні — рух, властивий тільки логосу. Цей особливий вид руху називається тонічним, тобто «напругою». Напруга є співіснування руху і спокою в одній і тій же сингулярній системі. На думку Хрісіппа, саме таким специфічним рухом забезпечується єдність космосу, тому що в його результаті відбувається експансія найдрібніших речовин в область більших, внаслідок чого будь-яке місце, зайняте кожним з них, займається ними разом. Якщо пневма являє собою діючий принцип каузальних відносин, то логос висловлює конкретні причини. Тонічний рух надає причинності можливість здійснюватися в кожному окремому випадку. У субстраті пневма ще мало проявляє себе, тоді як є якась пропорція повітряноподібної та вогнеподібної сутності, а в стані, обумовленому ззовні, вже повністю розкривається істота каузальності. Завдяки наявності у світі причинності — судження можуть бути істинними або помилковими.
Крім простих суджень, які складаються з одного підмета і одного присудка, бувають судження складові, що включають два і більше простих. Види простих суджень: негативні («день не стоїть»), невизначено-негативні («ніхто не ходить»), обмежувальні («не добра він людина»), стверджувальні («Діон гуляє»), вказівні («він гуляє»), невизначені («хтось ходить»).
Види складних суджень: умовні («якщо на дворі день, то ясно»), ствердно-умовні («оскільки на дворі день, то ясно»), з'єднувальні («і день на дворі, і світло»), роз'єднувальні («або день на дворі, або ніч»), причинні («так як на дворі день, то ясно»), порівняльні до більшого («день більше, ніж ніч»), порівняльні до меншого («ніч менше, ніж день»). У логіці Хрісіппа найбільше значення має трактування умов істинності умовного судження. Цей вид судження вважається, відповідно до Хрісіппа, істинним тільки в тому випадку, якщо протилежність висновку суперечить початку. Так, у судженні «якщо на дворі день, то ясно», «не ясно» суперечить «на дворі день», отже, вислів істинний. Міркуванням (логосом) Хрісіпп називає поєднання великої посилки, малої посилки і висновку. Якщо протилежність висновку суперечить посилкам, то міркування має висновок. Справжнім міркування вважається тоді і тільки тоді, коли висновок утворюється з істинних посилок. Будь-яке міркування з укладенням передбачає п'ять недовідних міркувань.
По-перше, «якщо перше є, то і друге є; але перше є; отож, і друге є». По-друге, «якщо на дворі день, то ясно; але якщо ніч, стало бути на дворі не день». По-третє, «Платон не може бути відразу і живий і мертвий; але Платон мертвий, отож, Платон не живий». По-четверте, «є або перше, або друге, але якщо є перше, стало бути, немає другого». По-п'яте, «або день на дворі, або ніч; ніч не на дворі; отож, на дворі день». Для зведення всіх міркувань з висновком до однієї з перерахованих фігур існували чотири певних «правила» («теми»). Збереглися свідчення тільки про дві «теми». По-перше, «якщо з двох висловлювань випливає третє, то з наявності одного з них за наявності протилежного висновку слідує протилежне іншому вислову». По-друге, «якщо з двох висловлювань випливає третє і якщо є інші висловлювання, з яких можна вивести одну з посилок, то інша посилка разом з цими висловлюваннями потребує висновку (третього висловлювання)». За параметрами системної цілісності та логічності філософських побудов Хрісіппа можна зіставляти, серед античних мислителів, лише з Арістотелем, в логіці ж Хрісіпп перевершує навіть і його. За словами сучасників, «якби боги займалися діалектикою, вони б займалися діалектикою за Хрісіппом». Саме уродженець Сол став творцем першої системи пропозіціональної логіки, яка володіла великими виразними можливостями, ніж сіллогістика Аристотеля.